# Thalassemys
Thalassemys is een geslacht van uitgestorven thalassochelydische schildpadden uit het Laat-Jura van West- en Midden-Europa. 

## Naamgeving
Hoewel de geslachtnaam oorspronkelijk door Rütimeyer in 1859 werd gepubliceerd voor een groot pantser en andere bijbehorende fragmenten van de Reuchenette-formatie uit het Laat-Kimmeridgien van Zwitserland, werd het taxon pas in 1873 geldig benoemd toen Rütimeyer de typesoort Thalassemys hugii publiceerde. De geslachtsnaam is een combinatie van het Grieks thalassè, 'zee', en emys, 'zoetwaterschildpad'. De soortaanduiding eert natuurvorser Franz Joseph Hugi in wiens collectie het fossiel na diens dood in 1857 aangetroffen werd. De soort werd benoemd op basis van het Zwitserse materiaal maar ook Franse fossielen; later werd daaruit de specimina NMS 8595-NMS 8609 als lectotype gekozen. Rütimeyer benoemde ook Thalassemys gresslyi uit de Reunchenette-formatie in dezelfde afzetting als Thalassemys hugii, maar het materiaal daarvan, specimina NMS 8612-NMS 8627, kan niet worden onderscheiden van het typemateriaal van Thalassemys hugii en is daarom een jonger synoniem. 
Een grote verzameling pantser- en postcraniaal materiaal van de Reunchenette, specimina NMS 8612-NMS 8627, werd in 1965 door Bräm benoemd als de soort van Eurysternum ignoratum. Hoewel oorspronkelijk onderscheiden op basis van de aanwezigheid van fontanellen op het plastron, werd het kenmerk later geïdentificeerd als Thalassemys hugii en Eurysternum ignoratum werd aangewezen als jonger synoniem. Aanvullend materiaal uit de Kimmeridge Clay van het Verenigd Koninkrijk is ook toegewezen aan Thalassemys hugii. Hierbij gaat het echter om de eerder benoemde Enaliochelys zodat die laatste naam prioriteit zou hebben, een complicatie die vaak over het hoofd gezien is. Daarbij zou Enaliochelys weer identiek zijn aan Achelonia.
De tweede geldige soort is Thalassemys marina, in 1903 benoemd door Eberhard Fraas voor een gedeeltelijk schild en een half plastron uit de afzettingen van het Laat-Kimmeridgien uit Schnaitheim, Duitsland. Er werd gesuggereerd dat het een soort van het verwante taxon Eurysternum was door Maisch in 2001, die aanvullend materiaal uit Schnaitheim naar de soort verwees. In 2003 werd gesuggereerd dat Thalassemys marina een synoniem was van de verwante schildpad Palaeomedusa, die was gebaseerd op een gerestaureerd stuk van het oorspronkelijke pantser.
Thalassemys heusseri werd in 1924 geldig benoemd door Oertel voor een gedeeltelijk schild uit het Kimmeridgien of Tithonien van Holzen, Duitsland, een andere spelling van de ongeldige naam Thalassemys heuseri die hij eerder in 1815 gebruikte. Omdat het type-exemplaar verloren is gegaan, kan de soort niet worden onderscheiden van anderen van het geslacht, en is daarom een nomen dubium.
Naast Eurysternum ignoratum benoemde Bräm in 1965 ook de soort Thalassemys moseri voor een gedeeltelijk schil uit de Reunchenette-formatie. Een extra schild en ook een schedel werden in 1980 door Rieppel aan het taxon toegewezen, die suggereerde dat de soort zou moeten worden opgenomen in Plesiochelys in plaats van Thalassemys. Deze schedel kreeg in 2015 de naam Jurassichelon, waardoor de soort Thalassemys moseri, gebaseerd op ander materiaal, in een onzekere positie verkeert. Nadere beoordeling van het materiaal door Anquetin en collega's in 2017 concludeerde dat Thalassemys moseri verschillend was van de soort Jurassichelon oleronensis benoemd op grond van de schedel, maar representatief was voor hetzelfde geslacht.
Thalassemys bruntrutana werd in 2015 beschreven door Püntener e.a. voor een bijna volledig schild en plastron van een vroegere afzetting van de Reunchenette-formatie dan andere soorten, met verder toegewezen materiaal van de Britse Kimmeridge-klei van het eiland Purbeck. De soortaanduiding verwijst naar Bruntrutum, de oude Romeinse naam van de vindplaats, en eert meteen Jules Thurmann die het in de negentiende eeuw befaamde paleontologische werk 'Lethea bruntrutana' schreef. Het holotype is NKMB Watt18/211, een skelet met schedel.

## Fylogenie
Hoewel het geslacht Thalassemys in de familie Thalassemydidae werd geplaatst, vertegenwoordigt het het enige definitieve lid van de familie vanwege de onzekere verwantschappen van andere leden van Thalassochelydia, voornamelijk vanwege het gebrek aan schedelmateriaal bij Thalassemys.